# Marc Sala
Marc Sala Andrés (Tarrasa, Barcelona, 27 de diciembre de 1976) es un periodista y presentador de televisión español.

## Trayectoria
Es licenciado en Periodismo por la Universidad Autónoma de Barcelona. Comenzó su carrera profesional en medios locales de su localidad natal, Tarrasa. Después trabajó para Radio Barcelona hasta que desembarcó en RNE Cataluña en 1994, donde fue editor y redactor de informativos. 
En 2004 salta a RNE en Madrid, donde es editor y presentador de los informativos España a las 8 y 14 horas, así como subdirector del programa En días como hoy presentado por Juan Ramón Lucas.
En 2013 regresa a RTVE Cataluña como editor y presentador de L' informatiu, el informativo territorial de TVE Cataluña, hasta que en 2016 es nombrado subdirector de Coordinación de Informativos y Programas de RTVE Cataluña.
En septiembre de 2018 y durante dos temporadas se hace cargo de la dirección y presentación de La noche en 24 horas del Canal 24 horas de Televisión Española, en sustitución de Víctor Arribas.
En septiembre de 2020 y durante una temporada, presenta y dirige el programa 24 horas de RNE.
Desde septiembre de 2021 hasta agosto de 2025 copresenta y codirige La hora de La 1 con Silvia Intxaurrondo.
Desde el 6 de septiembre de 2025 es copresentador del Telediario Fin de Semana de TVE con Lourdes Maldonado.